# Listel (vin)
Listel est un vin issu du terroir sable-de-camargue créé en 1883 par la société Salins du Midi. 

## Histoire
Des traces de vignes sur l’ile de Stel remontent au début du XVe siècle.
Dans les années 1883, les Salins du Midi ont planté en vignes les plages entre Aigues-Mortes et les Saintes-Maries-de-la-Mer, ainsi que le lido entre Sète et Marseillan. Listel était le nom d'un lieu-dit, Isle de Stel, petit îlot sableux qui domine le Domaine Jarras, aux pieds des remparts médiévaux d’Aigues-Mortes. 
Une décennie après les premières récoltes, le phylloxéra détruit le vignoble français, et fait la fortune des vins du Sable de Camargue qui ne sera jamais touché par ce puceron qui ne peut pas se développer dans le sable.
En 1942, l'armée d'occupation arrache le vignoble Listel pour y mettre des mines, pensant que les alliés débarqueront en Camargue. Ces mêmes militaires, devenus prisonniers de guerre démineront le terroir et replanteront le vignoble tel qu'il est aujourd'hui.

## Vignoble
Le Vignoble de 4 200 ha situés en Indication Géographique Protégée « Sable de Camargue » est le plus grand d’Europe. Il permet d’être autonomes dans l’élaboration des vins et de contrôler toutes les étapes de production afin d’assurer une qualité constante, le respect de l’identité et la sécurité alimentaire.  

### Terroir
Le sol du Vignoble est composé de sable apporté des Alpes par le Rhône, le vent et les courants marins de la Méditerranée. C’est le sable des plages du Languedoc, travaillé par la main de l’homme pour en faire un terroir unique.
Les roubines, petits canaux d’eau douce, témoins de la spécificité de notre terroir, permettent l’assainissement des terres: En hiver et en automne, elles drainent l’eau de pluie hors du vignoble, les traces de sel sont éliminées. Au printemps, l’eau douce des roubines est maintenue à un niveau plus élevé afin de stopper la migration du sel environnant.
Dans ce terroir nous retrouvons différents cépages: Grenaches, Cinsault, Merlot, Cabernets...

### Les animaux du Vignoble
Les vignes cohabitent avec la manade Listel et un élevage de taureaux. Ces animaux permettent d'entretenir de façon naturelle les 2 000 hectares non utilisés pour le vignoble.
De décembre à avril, il est coutumier d’observer dans les vignes des moutons qui broutent les céréales semées après les vendanges.
Un inventaire de la diversité biologique a révélé la haute qualité environnementale du vignoble. Plus de 253 espèces de vertébrés ont été inventoriées (Seules 3 réserves naturelles Françaises comptent plus de 250 espèces).

## Vinification
La vinification se fait par séparation rapide des jus de première goutte par égouttage statique des raisins foulés. Cela permet d'obtenir la fine fleur des jus: pâles en couleur, faibles en extraits pour développer la finesse. Il en suit une fermentation alcoolique lente et froide, à 16 °C.

## Galerie

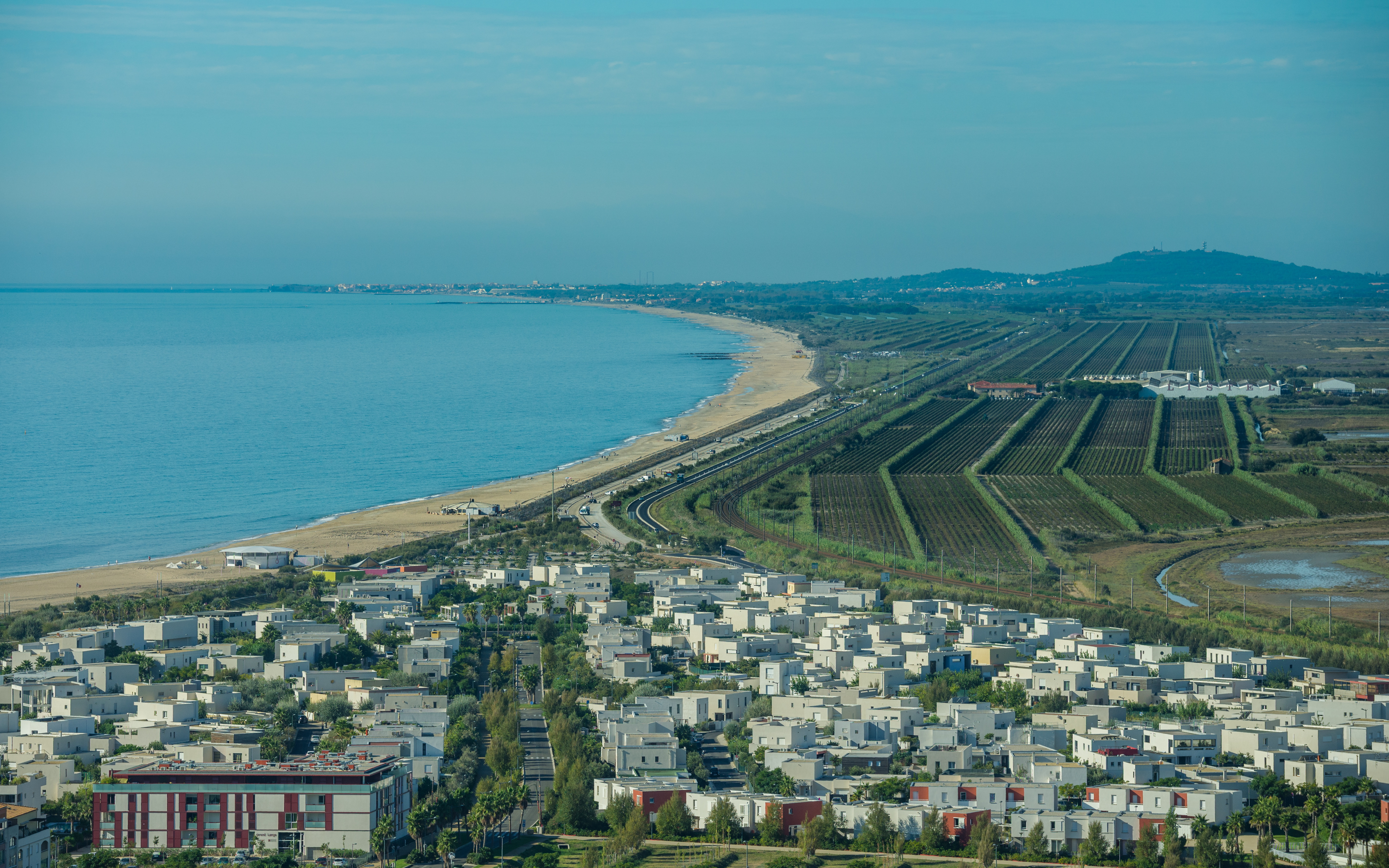
Le domaine de Listel entre Sète et Marseillan.
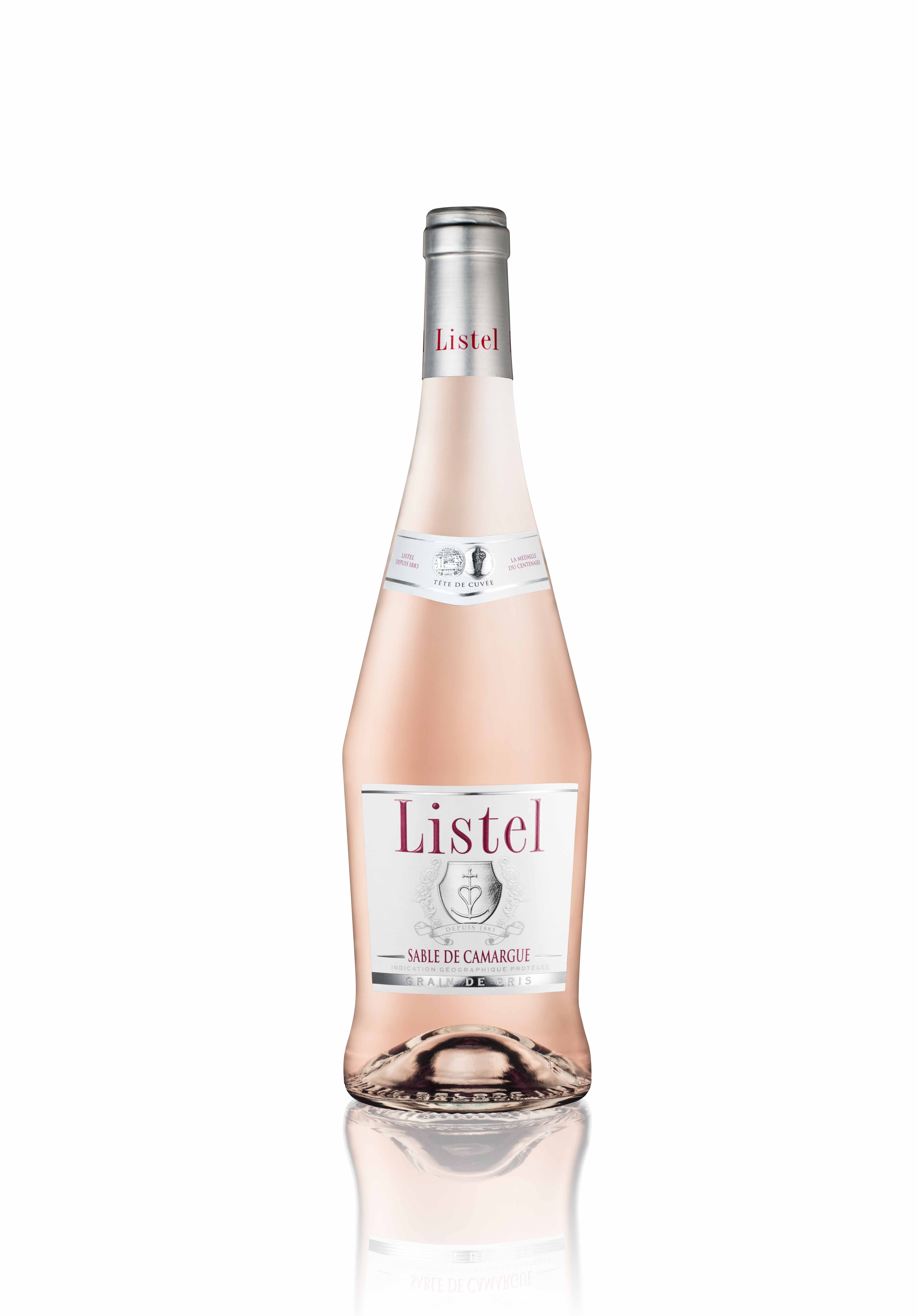
Listel gris de gris tête de cuvée.
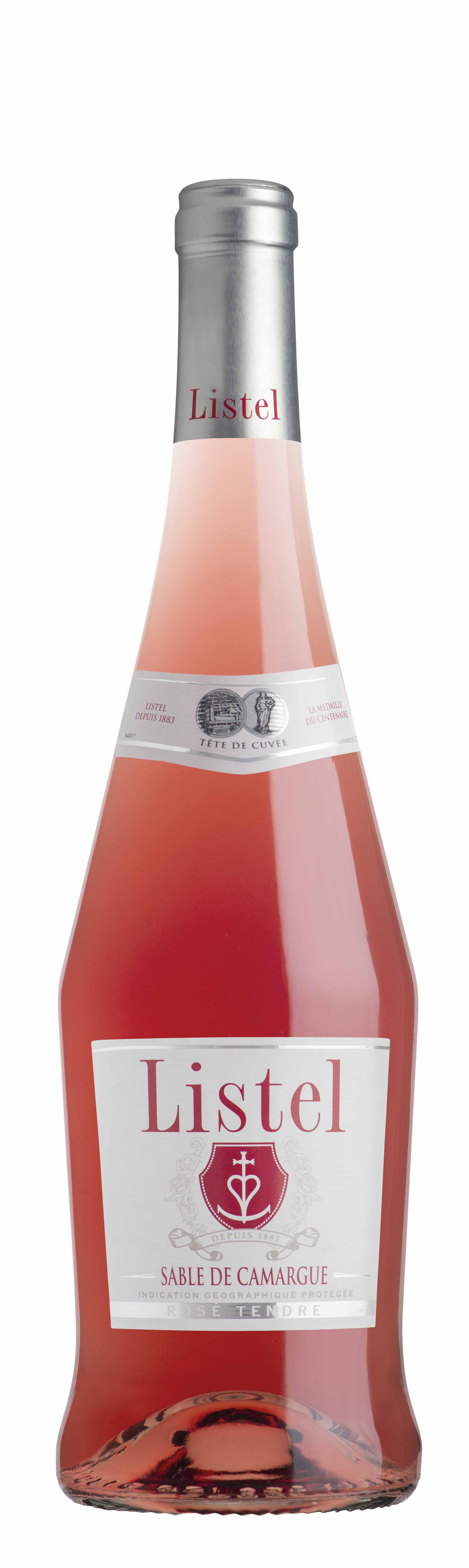
Listel rosé.
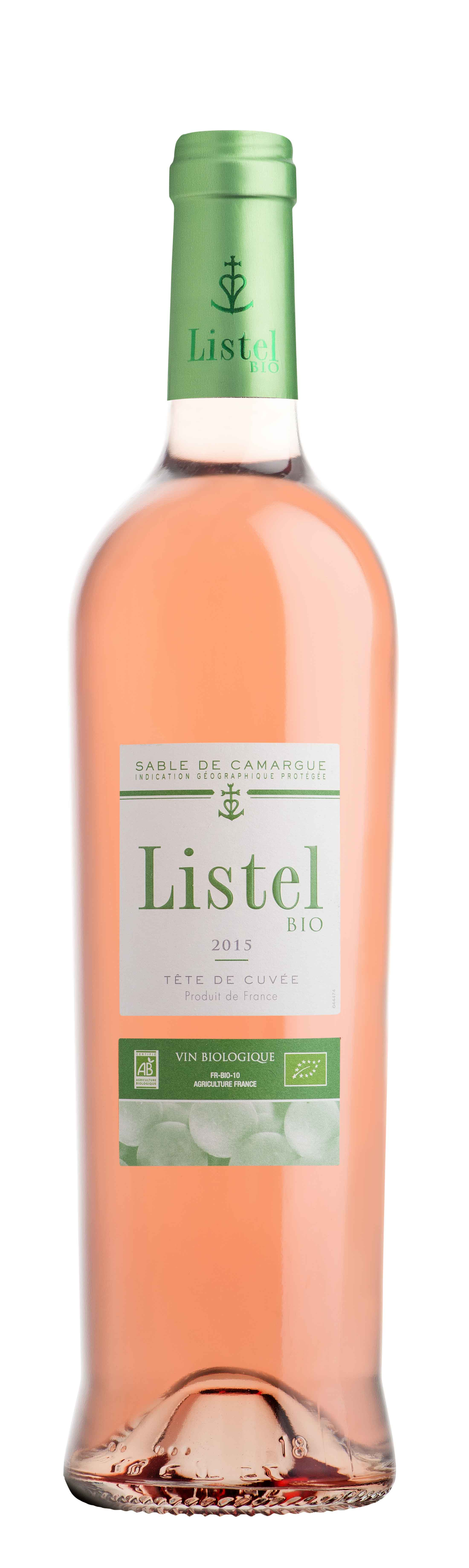
Listel BIO.